# TOSLINK
TOSLINK (TOShiba LINK) es un estándar de conexión de fibra óptica creado por Toshiba en 1983, que se basa en la utilización de señales ópticas en lugar de señales eléctricas. Se utiliza generalmente para la interconexión de equipos de audio, aunque admite diferentes formatos, tanto físicos como de datos.
Originalmente se creó para la conexión entre los reproductores de CD y los receptores de señales PCM. Todas las empresas lo empezaron a utilizar y rápidamente se adoptó con S/PDIF cómo estándar universal de conexión óptica digital. Con este estándar se admiten hasta 48 kHz y 20 bits en PCM, Dolby Digital y DTS, pero en los nuevos sistemas de audio multicanal (Dolby True HD, DTS HD y DSD) ya no tiene estas limitaciones.
Dependiendo del uso, se utilizan diferentes tipos de fibra óptica: desde cables de 1 mm de diámetro, a cables multifilares más gruesos. En todos los casos se suele limitar a distancias de 5 a 10 metros como máximo.
Este sistema de conexión también se utiliza para el estándar ADAT, que admite hasta 8 canales en una única fibra óptica.

## Funcionamiento
El funcionamiento del sistema TOSLINK se basa en el fotoacoplador, pero simplemente uniendo el emisor del receptor a través de fibra óptica (en ocasiones, también se nombra fotoacoplador de largas distancias). Se trata de un diodo led que genera señales ópticas y un fototransistor que las recibe y las vuelve a transformar en una señal eléctrica.
Transmisor:
- Necesita un circuito para regular la corriente del led para encenderlo o apagarlo a voluntad.

Receptor:
- Recibe la luz con un fotorreceptor y amplifica la forma de onda. Contiene un ATC que ajusta el voltaje de referencia por si cambian las condiciones de cable (longitud, posición,...), atenuando las distorsiones que pueden aparecer.

## Tipos y Usos
- Cerámicos: los sistemas de recepción y emisión están montados en una pieza de cerámica sellada con metal. Para sistemas donde se necesita alto nivel de fiabilidad.
- Alta velocidad: acepta conectores SMI y PN. Diseñado para la transmisión bidireccional en sistemas domésticos.
- Conexión óptica sin fibra: diseñado para transmisiones de alta velocidad inalámbricas. Se utilizan unos circuitos integrados de transmisión que incorporan un led y otros que reciben la señal y la transforman.
- Módulos ópticos para audio digital: es el uso más común del sistema TOSLINK, sobre todo en sonido doméstico (CD, MD y DVD). Hay diferentes tamaños de conexión según la utilidad.

## Ventajas
- El ruido electromagnético no afecta a la transmisión.
- Tampoco radia ruido electromagnético.
- Fácil de montar y conectar.

## Precauciones a tener en cuenta

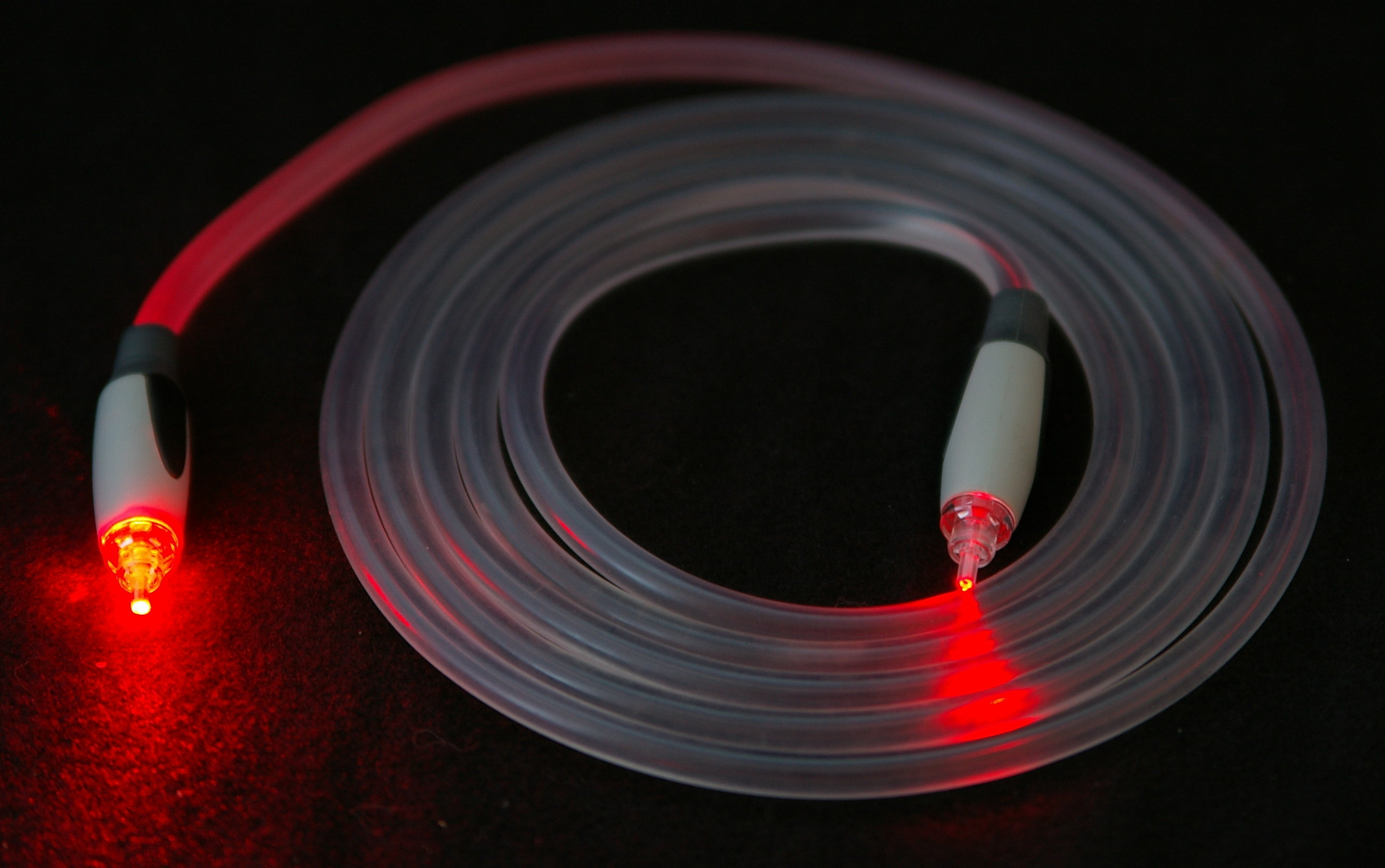
Un cable TOSLINK transmitiendo la luz de un extremo a otro.

- Vigilar los leds que se utilizan: en teoría garantizan varios años de buen funcionamiento, pero muchos van perdiendo luminosidad con el tiempo.
- Cuando se sueldan los componentes, se debe atender a no ensuciar ni el emisor ni el receptor óptico.
- Se recomienda soldar a mano los componentes; los sistemas industriales de limpieza post-soldado pueden deteriorarlos.
- Asegurar una buena conexión a tierra para evitar ruidos.
- Si no se utiliza el sistema, se debe tapar con la cubierta que incluye para protegerlo.